# فريدريك ألبين هوفمان
فريدريك ألبين هوفمان (بالألمانية: Friedrich Albin Hoffmann)‏ هو طبيب باطني وطبيب ألماني، ولد في 13 نوفمبر 1843 في Ruhrort ‏ في ألمانيا، وتوفي في 13 نوفمبر 1924 في لايبزيغ في ألمانيا.